# Thebit (cràter)
Thebit és un cràter d'impacte de la Lluna localitzat a la costa sud-est de la Mare Nubium. Al nord-nord-oest es troba el cràter Arzachel, amb Purbach situat al sud-sud-oest. Al sud-oest es troben les restes inundades de lava de Thebit P, que en realitat és més gran en diàmetre que el mateix Thebit.

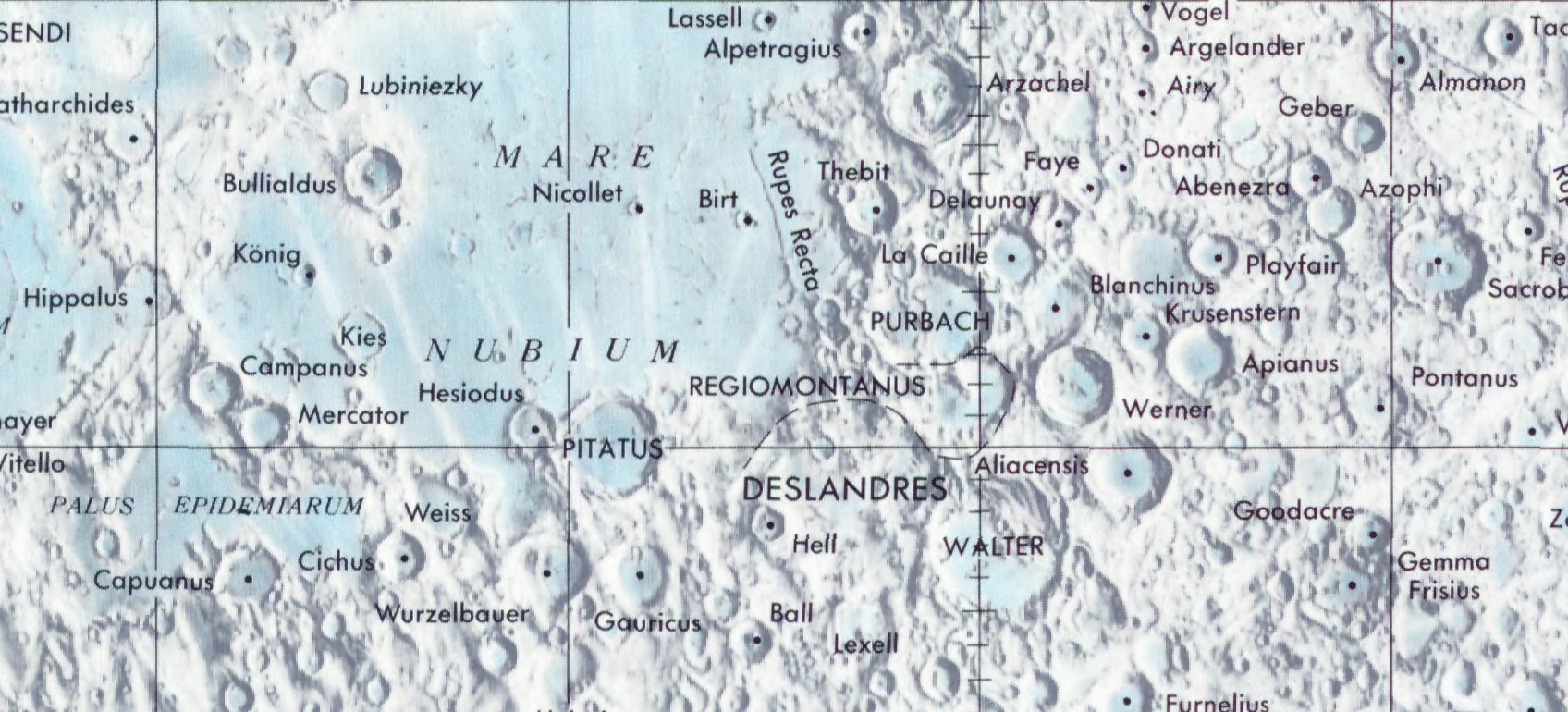
Localització de Thebit (centre superior de la imatge)
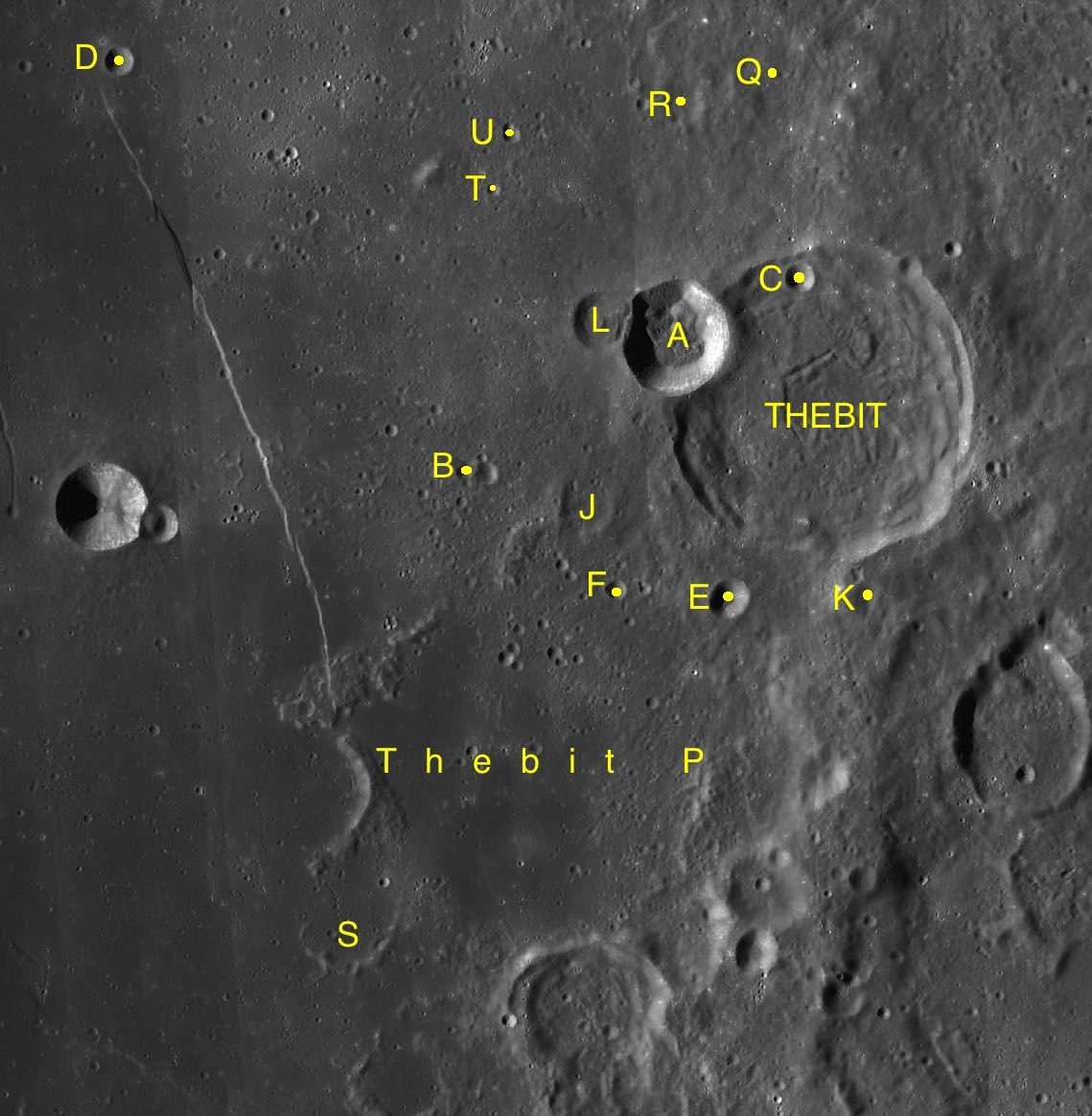
Cràters satèl·lit

La vora de Thebit és generalment de contorn circular, amb una bretxa doble a la paret del sud-oest. Un prominent cràter en forma de bol, Thebit A, travessa la vora oest-nord-oest. Al seu torn, la vora de Thebit A és travessada pel cràter encara menor Thebit L. Els tres cràters formen una composició molt reconeixible, el que fa que Thebit sigui relativament fàcil d'identificar. El sòl de Thebit és aspre i no té pic central. La vora mostra sectors aterrassats, i presenta rampes muntanyoses cap a l'exterior.

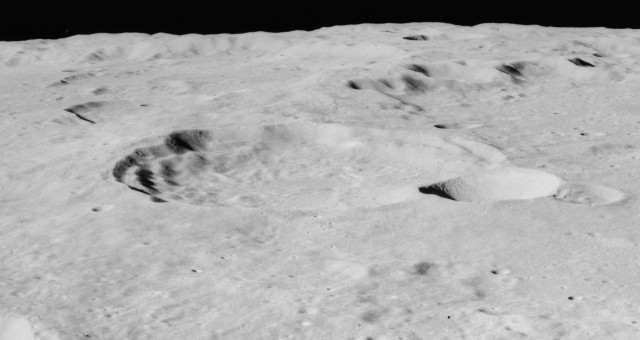
Fotografia de la missió Apollo 16
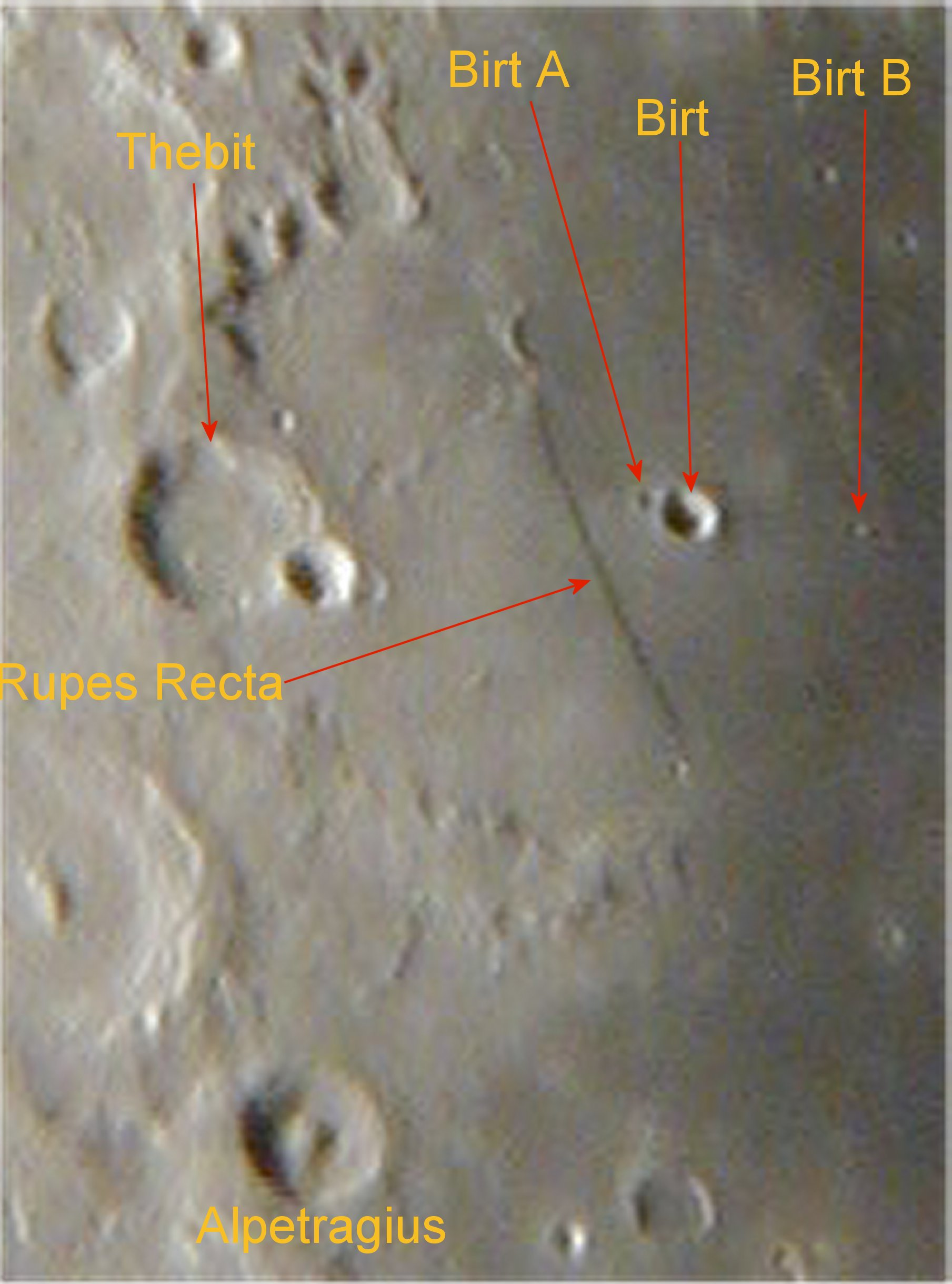
Rodalies de Thebit

Just a l'oest de Thebit es localitza una serralada de 110 quilòmetres de llarg, anomenada Rupes Recta, que s'eleva 240 metres sobre la superfície lunar. Aquest element lineal de relleu lunar s'estén de nord-nord-oest a sud-sud-est a través de la Mare Nubium. També a l'oest de la carena es troba el cràter Birt.
| Thebit | Coordenades                        | Diàmetre |
| ------ | ---------------------------------- | -------- |
| A      | 21° 30′ S, 4° 54′ O / 21.5°S,4.9°O | 20 km    |
| B      | 22° 18′ S, 6° 12′ O / 22.3°S,6.2°O | 4 km     |
| C      | 21° 12′ S, 4° 06′ O / 21.2°S,4.1°O | 6 km     |
| D      | 19° 48′ S, 8° 18′ O / 19.8°S,8.3°O | 5 km     |
| E      | 23° 06′ S, 4° 36′ O / 23.1°S,4.6°O | 7 km     |
| F      | 23° 00′ S, 5° 18′ O / 23.0°S,5.3°O | 4 km     |
| J      | 22° 30′ S, 5° 30′ O / 22.5°S,5.5°O | 10 km    |
| K      | 23° 06′ S, 3° 42′ O / 23.1°S,3.7°O | 5 km     |
| L      | 21° 30′ S, 5° 24′ O / 21.5°S,5.4°O | 12 km    |
| P      | 24° 00′ S, 5° 42′ O / 24.0°S,5.7°O | 78 km    |
| Q      | 20° 06′ S, 4° 12′ O / 20.1°S,4.2°O | 16 km    |
| R      | 20° 12′ S, 4° 48′ O / 20.2°S,4.8°O | 9 km     |
| S      | 24° 48′ S, 7° 12′ O / 24.8°S,7.2°O | 16 km    |
| T      | 20° 42′ S, 6° 00′ O / 20.7°S,6.0°O | 3 km     |
| U      | 20° 18′ S, 5° 48′ O / 20.3°S,5.8°O | 4 km     |